# دانشگاه المنوفیه
دانشگاه المنوفیه یکی از دانشگاه‌های منطقه‌ای مصر است که در سال ۱۹۷۶ تأسیس شد. این دانشگاه به تأسیس سریع و شهرت گسترده شناخته می‌شود. این دانشگاه با چهار دانشکده (دانشکده کشاورزی، دانشکده مهندسی، دانشکده آموزش و دانشکده مهندسی الکترونیک) شروع به کار کرد، سپس گسترش یافت و بسیاری از کالج‌های وابسته به خود را تأسیس کرد تا اینکه شامل حدود ۹۵۶۰ دانشجوی دختر و پسر، ۲۱۴ عضو هیئت علمی و ۳۷۲ کارمند دستیار شد. مقر اصلی دانشگاه در شبین الکوم مصر واقع شده‌است. در حال حاضر این دانشگاه شامل ۱۳ دانشکده و یک انستیتو می‌باشد.